# Chong de Han
Chong de Han (144 - 145) foi um imperador chinês da dinastia Han e o oitavo da dinastia Han Oriental.